# Mill Springs Battlefield National Monument
Le Mill Springs Battlefield National Monument est un monument national américain désigné comme tel par le président des États-Unis Donald Trump le 12 mars 2019. Il protège le champ de bataille du Kentucky où eut lieu la bataille de Mill Springs, le 19 janvier 1862, et qui est inscrit au Registre national des lieux historiques depuis le 18 février 1993.